# やかんなめ
やかんなめ（漢字で薬缶なめとも）は、古典落語の演目。別題に梅見のやかん（うめみのやかん）、上方落語では茶瓶ねずり（ちゃびんねずり）。原話は、万治2年(1659年)に出版された笑話本・『百物語』の一遍である「題薬缶」。
主な演者に2代目桂小文治や10代目柳家小三治、柳家喜多八などがいる。

## あらすじ
さる大家の奥方が向島の梅を見物するために下女を連れて出掛けたところ、言問橋のたもとで持病の癪に襲われてしまう。やかん（薬缶）を舐めると癪は治まるのだが、屋外でそんなものはない。下女が困っているとお供を連れた、綺麗に禿げ上がった（＝ヤカン頭の）武士が通り掛かり、彼女は武士にその頭を奥様に舐めさせて欲しいと頼み込む。最初は憤慨する武士であったが、理由を聞いて主を思いやる下女の度胸に感銘し、頭を舐めさせてやる。無事に奥方の癪は治まり、奥方と下女は武士に礼を言って去る。
しばらくして頭に痛みを覚えた武士が、お供に頭を確認させると噛み跡を見つけた。「なんだ傷ができたか」と武士がいうと、お供は言う。
「お案じなされるな。漏れるほどの傷ではございませぬ」

## その他のサゲ
本来のサゲは、お供が「キツネが化かしたんでしょう」と言うのに対し、武士が「キツネか。どうりでやかん（野干）を好むわけだ」と返すものであったがわかりにくいため現在のものに変わった。